# Anton Sjipoelin
Anton Vladimirovitsj Sjipoelin (Russisch: Антон Владимирович Шипулин) (Tjoemen, 21 augustus 1987) is een Russische voormalig biatleet. Hij vertegenwoordigde zijn vaderland op de Olympische Winterspelen 2010 in Vancouver. Sjipoelin is de broer van de Slowaakse biatlete Anastasiya Kuzmina.

## Carrière
Sjipoelin maakte zijn wereldbekerdebuut in januari 2009 in Oberhof, twee maanden later scoorde hij in Chanty-Mansiejsk zijn eerste wereldbekerpunten. In december 2009 behaalde de Rus in Pokljuka zijn eerste toptienklassering. Tijdens de Olympische Winterspelen van 2010 in Vancouver was Sjipoelins beste klassering de twintigste plaats op de 12,5 kilometer achtervolging. Samen met Ivan Tsjerezov, Maksim Tsjoedov en Jevgeni Oestjoegov veroverde hij de bronzen medaille op de 4x7,5 kilometer estafette.
In januari 2011 boekte de Rus in Antholz zijn eerste wereldbekerzege. Op de wereldkampioenschappen biatlon 2011 in Chanty-Mansiejsk eindigde Sjipoelin als eenentwintigste op de sprint en als zevenendertigste op sprint, op de 4x7,5 kilometer legde hij samen met Jevgeni Oestjoegov, Maksim Maksimov en Ivan Tsjerezov beslag op de zilveren medaille. In Ruhpolding nam de Rus deel aan de wereldkampioenschappen biatlon 2012, op dit toernooi sleepte hij de bronzen medaille in de wacht op de 12,5 kilometer achtervolging. Op de Wereldkampioenschappen biatlon 2013 behaalde hij de zilveren medaille op de massastart en de bronzen medaille op de achtervolging.
In in eigen land won hij in 2014 olympisch goud met de Russische estafetteploeg. Op de sprint werd hij 4e. Tijdens de Wereldbeker biatlon 2014/2015 eindigde Sjipoelin op de tweede plaats in de eindstand van de algemene wereldbeker. Hij was tevens de beste in de eindstand van de wereldbeker massastart.

## Resultaten

### Olympische Spelen
| Jaar | Plaats    | Resultaten |
| ---- | --------- | --- |
| 2010 | Vancouver | 36e 20 km individueel · 30e 10 km sprint · 20e 12,5 km achtervolging · 22e 15 km massastart · 4x7,5 km estafette |
| 2014 | Sotsji    | 4×7,5 km estafette · 4e 10 km sprint · 11e 15 km massastart · 14e 12,5 km achtervolging                          |

### Wereldkampioenschappen
| Jaar | Plaats           | Resultaten |
| ---- | ---------------- | --- |
| 2011 | Chanty-Mansiejsk | 37e 10 km sprint · 21e 12,5 km achtervolging · 4x7,5 km estafette                                                                       |
| 2012 | Ruhpolding       | 13e 10 km sprint · 12,5 km achtervolging · 29e 15 km massastart · 6e 4x7,5 km estafette · 5e gemengde estafette                         |
| 2013 | Nové Město       | 15 km massastart · 12,5 km achtervolging · 4e 4x7,5 km estafette · 7e 10 km sprint · 33e 20 km individueel · 6e gemengde estafette      |
| 2015 | Kontiolahti      | 12,5 km achtervolging · 4e 4x7,5 km estafette · 7e 15 km massastart · 16e 20 km individueel · 18e 10 km sprint · 10e Gemengde estafette |

### Wereldbeker
Eindklasseringen
| Seizoen   | Algemeen | Individueel | Sprint | Achtervolging | Massastart |
| --------- | -------- | ----------- | ------ | ------------- | ---------- |
| 2008/2009 | 93e      | -           | -      | 71e           | -          |
| 2009/2010 | 23e      | 36e         | 19e    | 23e           | 22e        |
| 2010/2011 | 19e      | 20e         | 21e    | 21e           | 22e        |
| 2011/2012 | 8e       | 25e         | 17e    | 9e            | 5e         |
| 2012/2013 | 9e       | 26e         | 14e    | Brons         | 15e        |
| 2013/2014 | 8e       | 35e         | 7e     | Brons         | 23e        |
| 2014/2015 | Zilver   | 16e         | Zilver | Zilver        | Goud       |
| 2015/2016 | Brons    | 4e          | 5e     | Zilver        | Brons      |
| 2016/2017 | Zilver   | Zilver      | 6e     | Zilver        | Brons      |
| 2017/2018 | Brons    | 27e         | 4e     | Brons         | 5e         |

Wereldbekerzeges
| Nr.         | Datum            | Plaats                  | Onderdeel             |
| Individueel | Individueel      | Individueel             | Individueel           |
| ----------- | ---------------- | ----------------------- | --------------------- |
| 1.          | 20 januari 2011  | Antholz                 | 10 km sprint          |
| 2.          | 15 januari 2012  | Nové Město              | 12,5 km achtervolging |
| 3.          | 18 januari 2013  | Antholz                 | 10 km sprint          |
| 4.          | 19 januari 2013  | Antholz                 | 12,5 km achtervolging |
| 5.          | 8 maart 2014     | Pokljuka                | 12,5 km achtervolging |
| 6.          | 19 december 2014 | Pokljuka                | 10 km sprint          |
| 7.          | 21 december 2014 | Pokljuka                | 15 km massastart      |
| 8.          | 23 januari 2016  | Antholz                 | 12,5 km achtervolging |
| 9.          | 20 januari 2017  | Antholz                 | 20 km individueel     |
| 10.         | 18 maart 2017    | Oslo                    | 12,5 km achtervolging |
| 11.         | 8 maart 2018     | Kontiolahti             | 10 km sprint          |
| Estafettes  |                  |                         |                       |
| 1.          | 17 januari 2010  | Ruhpolding              | 4 x 7,5 km estafette  |
| 2.          | 18 december 2011 | Hochfilzen              | Gemengde estafette    |
| 3.          | 4 januari 2013   | Oberhof                 | 4 x 7,5 km estafette  |
| 4.          | 10 maart 2013    | Sotsji                  | 4 x 7,5 km estafette  |
| 5.          | 16 december 2013 | Annecy-Le Grand Bornand | 4 x 7,5 km estafette  |
| 6.          | 13 december 2014 | Hochfilzen              | 4 x 7,5 km estafette  |
| 7.          | 8 januari 2015   | Oberhof                 | 4 x 7,5 km estafette  |
| 8.          | 15 februari 2015 | Oslo                    | 4 x 7,5 km estafette  |
| 9.          | 13 december 2015 | Hochfilzen              | 4 x 7,5 km estafette  |
| 10.         | 24 januari 2016  | Antholz                 | 4 x 7,5 km estafette  |
| 11.         | 18 februari 2017 | Hochfilzen (WK)         | 4 x 7,5 km estafette  |